# 회색도시 2
《회색도시 2》는 ALTAIR가 개발, 4:33이 퍼블리싱한 모바일 게임이다. 2014년 10월 9일 안드로이드로 선 출시했다. 전작의 떡밥 중 하나였던 '선진화파 잠입수사'를 통해 어떻게 1편의 사건이 벌어졌는지를 다루고 있는 전작의 프리퀄격인 작품.
2023년 11월 30일에 서비스를 종료하였다.

## 전작과의 차이점
- 카카오가 아닌 자체 서비스로 제공
- 유저가 시나리오를 만들어 공유할 수 있는 컨텐츠 회색극장 추가
- 1인칭 시점 대신 정은창과 권현석을 중심으로 한 전지적 시점으로 교체
- 전작에서 언급만 되어오던 인물들과 선진화파 잠입수사의 내막이 정식으로 공개
- 캐릭터 복장변경 기능 추가

## 등장인물

### 주요인물
- 정은창(28세~30세)

선진화파의 신참내기. 원래 경남지역에 속해 울산에서 활동하고 있었지만 경남지역이 경찰수사에 의해 소탕되면서 서울로 상경하게 된다. 이후 예상보다 훨씬 치열하고 냉혹하게 돌아가는 서울 분위기의 완전히 압도당해 버린다. 그가 조직에 들어온 이유는 딱 하나, 여동생을 죽음으로 몰고간 조직의 1인자 황도진에게 복수를 하기 위해서다.
- 권현석(32세~34세)

서울지방경찰청 경감이자 선진화파 수사팀 팀장. 정보원중 한명이었던 소완국이 살해당하자 그와 마지막으로 함께있었던 정은창을 발견하고는 데려와서 취조를 한다. 이후 그의 정보원 노릇을 자처하는 그를 처음엔 완전히 믿진 않았다. 하지만 그가 죽은 여동생에 대한 복수를 하기 위해 범죄의 늪에 뛰어들었다는걸 알고는 수사 관계를 떠나 여러모로 챙겨주기 시작한다.

### 선진화파
- 소완국

선진화파 조직원이자 경찰 정보원. 은창과 마찬가지로 본 심성은 착하며 수다떠는걸 좋아할만큼 쾌활하다. 조직생활을 하면서도 비슷한 처지인 은상과는 호형호제 하며 가까워지지만 정체가 발각되자 보복살해 당한다.
- 김성식

선진화파의 2인자. 사람 죽이는 일을 우습게 여길 정도로 극악무도하기 짝이 없으며 부하들을 비인간적으로 부리기까지 한다. 배신자는 절대로 용납할 수 없는 성격인지라 한번 배신자를 찾아내면 누구를 막론하고 가차없이 없애버린다.
- 황도진

선진화파의 보스이자 은창의 여동생 은서를 죽음으로 내몬 장본인. 비록 범죄조직 보스이기는 하지만 성식보다는 온화한 부류.
- 노구치 시게노리

선진화파의 일본인 의사. 야쿠자 밑에서 일하다 성식을 만나 선진화파로 들어왔고 혀가 짤려서 말을 못한다. 성형으로 신분을 바꾸고 화학 용액으로 시신을 처리하는등 의사답지 않은 범죄적인 손기술을 지녔다.
- 황도준

도진의 형. 동생이 하루아침에 죽어버리자 성식의 손에 살해당했다고 생각하고 그에게 복수를 한답시고 폭탄을 몸에 달고 그의 사무실에 들이닥쳐 소란을 피운다.

### 선진화파 잠입요원
- 유상일(28세~30세)

외동딸을 키움. 과거, 아무 목표도없는 망나니 생활을 하고 있었지만 현석과 근태를 만난뒤 개과천선하기 시작했고 두사람을 동경하며 경찰이 됐다. 이후 두사람에게 은혜를 갚고 경찰의 사명감을 지키기 위해 위험하다고 뜯어말리는 두사람과 상부의 권유를 마다하고 잠입요원일을 지원한다. 하지만 작전이 늦어지면서 아내의 마지막 가는 모습도 보지 못했고 외가에 맡겨놓은 딸아이 걱정이 사무치기 시작했다.
- 주정재(29세)

선진화파 잠입요원. 전작에서의 살가운 이미지는 온데간데 없이 말투며 행동까지 완전히 다른사람으로 바뀌어서 나온다. 처음에는 시키는대로 착실하게 요원일을 해오던 그였지만 거래를 하다 천문학적인 액수의 돈다발을 보고나서, 또 작전이 대책없이 늦어지기 시작하면서는 점차 변하기 시작한다.
- 최재석(28세)

선진화파 잠입요원. 은창, 상일, 정재와는 황도준의 폭탄소동을 계기로 처음 얽히게 됐고 처지를 떠난 유대감이 형성되기 시작했다. 처음에는 양태수를 무척이나 못마땅하게 생각했지만 나중에는 아이를 찾아달라는 그의 부탁을 진지하게 들어주기 시작한다.
- 이준영

선진화파 잠입요원. 조직의 정보를 경찰에 빼돌리는 일을 하다 김성식에게 덜미가 잡힌다. 하지만 곧 성식으로부터 뜻밖의 제안을 받는다. 바로 소완국으로 변장하고 정은창을 유인해오는 것. 그러나 이마저도 완국을 잘알았던 그의 예리한 눈썰미에 덜미가 잡히면서 실패했고 그에게 살해당한다.

### 선진화파 수사팀
- 서재호(26세~28세)

수사팀 소속 경장. 몸만 쓰려고 했다 하면 허당처럼 사고를 치는 탓에 머리쓰는 일을 주로하는 편인데 의외로 머리회전력이 빠르다.
- 오미정(24세)

수사팀 소속 경장. 강력계에서 근무하는 탓에 껄렁하다. 서재호와는 계급이 같은탓에 같이 움직이지만 하루가 멀다하고 사건사고를 몰고오는 그의 어리바리함을 못마땅해하며 티격거린다. 하지만 선배 대우는 깎듯이 해주는 편이다.
- 배준혁(24세)

수사팀 소속 경장. 꼬장꼬장한 이미지 탓에 동료들 사이에서는 양반이란 별명으로 유명하다. 박근태를 따라 백석그룹 일가에 왔다가 장지연을 우연히 만나게 되었고 사적으로도 자주 만날 만큼 친한 사이가 됐다.
- 박근태(44세~46세)

선진화파 사건 총책임자. 현석과 상일과는 고향에서부터 절친한 친구였고 직장 내에서도 셋끼리만 있을 때는 호형호제 할정도로 가까운 사이다. 심성이 그렇게 나쁜편은 아니었지만 장희준과 얽히기 시작하고 나서는 점차 권력의 늪에 빠져버린다.
- 하성철

선진화파 사건 이전 총책임자이자 하태성의 아버지. 장희준의 계략으로 범죄조직과 내통했다는 누명을 쓰며 극심한 스트레스에 시달렸고 이후 원래있던 지병이 도져서 세상을 떠나고 말았다. 그의 죽음으로 팀장이었던 근태가 국장으로 승진했다. 그가 죽을 당시 고등학생이었던 어린 하태성이 단역으로 출연했다.
- 도세훈

수사팀 소속 경사. 전에는 현장을 뛰었으나 지금은 사무실에서 서류정리같은 잡무를 담당하는 내근직을 하고있다. 어느날, 수사팀 형사들이 김성식 문제로 폐병원으로 출동됐을 때 함께 현장에 나왔는데 자신은 본래 현장직이 아니었던지라 문앞을 지키는 일만 하고있었다. 그러다 병원 셔터가 저절로 움직이는걸 보고는 심상찮은 상황을 직감하고 안으로 들어갔다 누군가에게 총살당한채 발견됐다.

### 백석그룹
- 장희준

백석그룹 회장. 자신의 야망을 이뤄내기 위해서라면 부정도 마다치 않고 덕분에 조폭, 경찰, 정치 등 어둠의 세력에도 깊이 뿌리가 닿아있으며 선진화파도 그 중 하나이다. 우연히 보게 된 박근태를 굉장히 마음에 들어한다. 고압적이고 깐깐한 이미지와는 다르게 자기 밑에서 일하는 태수와 재인을 '양 실장'이나 '강 비서'가 아닌 이름으로 부른다.
- 장지연(27세)

희준의 딸. 희준의 저택을 처음 방문한 근태와 준혁과 처음 만났고 준혁하고는 나이대가 같은데다 수화를 할줄 알아서 금세 친분을 쌓으며 가까워지기 시작한다.
- 강재인

장희준의 직속비서. 희준때문에 어둠의 세력들을 많이 접대하다 보니 깡패들을 보고도 눈 하나 깜짝않는 당찬 면모를 지녔다. 처음엔 정은창을 '따까리'라고 부르며 질나쁜 깡패취급했지만 4편에서 동질감을 느낀 뒤에는 따까리라고 부른걸 사과하고 제대로된 이름으로 부른다.
- 양태수

백석그룹 경호원. 월남전 참전이력이 있는 군인 출신. 원래 결혼도 하고 아이도 낳았지만 아내는 죽어버렸고 아이는 사라졌다. 그래서 일생동안 죽었는지 살았는지도 모를 아이를 찾아헤메고 있다. 최재석하곤 만나자마자 싸움부터 벌일정도로 살벌한 사이였지만 곧 그에게서 알 수 없는 유대감을 느꼈고 나중가서는 아이를 찾아달라는 부탁까지 하게 된다.

### 기타
- 정은서

은창의 여동생. 울산 성일동 강제철거때 건물 파편에 깔려 압사당했다. 자폐증을 앓고있어서 정신연령은 어린아이 수준이다.
- 홍은희

박근태의 연인. 근태와는 결혼을 전제로 한 연애를 하고 있었지만 아버지가 도박에 빠져 날마다 문제를 일으켜 결혼이 꽤 늦어지고 있었다. 하지만 장희준으로부터 부친을 미끼로 박근태와 헤어지라는 협박을 받았고 이후 그의 아이를 가졌단 사실도 숨긴채 이별통보를 하곤 종적을 감췄다.
- 유아연(8세)

상일의 외동딸. 전작에선 이름만 언급되어 오다 본 작품에서 정식으로 등장. 범죄조직을 소탕한 일로 신문에 나온 아빠를 굉장히 자랑스럽게 여기며 친구들에게도 자랑하고 다녔다. 하지만 상일의 신분이 발각된 이후 도주했던 선진화파 조직원들에게 납치당해 끌려간다.
- 권혜연(14세~16세)

현석의 딸. 본작에서는 중학생으로 나온다. 3편에서 처음 등장했는데 또 늦었다고 툴툴거리는등 전형적인 조숙한 10대 소녀였다. 현석 역시 경찰청 경감의 위엄은 싹 감추고 딸바보 아빠로 돌변할 정도로 부성애가 남다르다. 이후에는 가끔 등장하는데 3편부터 권현석 집에 드나들기 시작한 정은창을 '오빠'라고 부르며 따르기 시작한다.
- 양시백(17세)

태수의 아들. 희준의 술수로 직업소개소를 가장한 살인자 양성소에 팔려갔다. 훗날, 재석에게 구조됐고 결연자란 이름으로 그와 동거를 시작한다. 그러는 동안 태권도를 배우면서 전작에서의 사범이 된것이다. 단편극장에서 밝혀진 사실에 따르면 팔려온 일 때문에 어른들을 잘 믿지 못했다고 한다.